# Störfallverordnung
Die Störfallverordnung (StöV oder 12. BImSchV in Deutschland, StFV in der Schweiz und in Liechtenstein) oder Industrieunfallverordnung (IUV, Österreich) ist eine Verordnung, die den Schutz von Mensch und Umwelt vor den Folgen von plötzlich auftretender Störfällen bei technischen Anlagen mit Austritt gefährlicher Stoffe regeln soll. Nicht darin geregelt sind entsprechend Allmählichkeitsschäden durch zu hohe Emissionen.
Sie setzt die Anforderungen der europäischen Seveso-II-Richtlinie in das jeweilige nationale Recht um.
Die Störfallverordnung gilt für alle Betriebsbereiche (z. B. Produktionsanlagen, Lager), in denen gefährliche Stoffe oberhalb einer sog. Mengenschwelle vorhanden sind. Die Betreiber der betroffenen Betriebsbereiche sind durch die Störfallverordnung verpflichtet, Sicherheitsvorkehrungen zu treffen, um Störfälle von vornherein zu vermeiden, auftretende Störfalle sofort zu erkennen und entsprechend zu handeln sowie deren Auswirkungen auf den Menschen und die Umwelt so weit wie möglich zu minimieren.
| Land          | Bezeichnung               | Quelle                                              | Letzte Aktualisierung | Inkrafttretung der aktuellen Fassung |
| ------------- | ------------------------- | --------------------------------------------------- | --------------------- | ------------------------------------ |
| Deutschland   | Störfall-Verordnung       | BGBl. 2017 I S. 483                                 | BGBl. 2017 I S. 3882  | 15. März 2017                        |
| Liechtenstein | Störfallverordnung        | LR 522.1                                            | LGBl-Nr. 2016.296     | 1. Oktober 2016                      |
| Österreich    | Industrieunfallverordnung | BGBl. II Nr. 354/2002, 27. Sept. 2002, S. 2583–2590 | wie zuvor             | 1. Okt. 2002                         |
| Schweiz       | Störfallverordnung        | SR 814.012 (27. Feb. 1991)                          | AS 2019 2205          | 1. August 2019                       |

Während in Deutschland und Österreich die jeweilige Störfallverordnung nur für Betriebsbereiche bzw. -anlagen gilt, sind in der Schweiz und in Liechtenstein auch Verkehrswege (Eisenbahnanlagen, Durchgangsstraßen, Rhein), auf denen gefährliche Güter transportiert oder umgeschlagen werden sowie – seit 2015 – auch Rohrleitungsanlagen (insb. Erdgashochdruckanlagen), eingeschlossen. Darüber hinaus greift die schweizerische Störfallverordnung auch bei dem Umgang mit gentechnisch veränderten oder pathogenen Mikroorganismen. Allerdings ist hierzu mittlerweile eine Spezial-Verordnung in Kraft getreten. Die Schweizer StFV hat ihren Ursprung im Grossbrand von Schweizerhalle von 1986, als die Risiken einer hoch entwickelten Industrie erst richtig ins politische Bewusstsein drangen.
Störfälle und Unfälle in Kernkraftwerken werden nicht hier, sondern von einer speziellen Kernenergie-Gesetzgebung erfasst (z. B. Schweizer Kernenergiegesetz und -verordnung).